# Tridentinae
Tridentinae es una subfamilia de pequeños peces Siluriformes de agua dulce de la familia de los tricomictéridos, cuyos miembros son denominados comúnmente candirús o carneros. Las especies que integran sus 5 géneros se distribuyen en aguas subtropicales y tropicales del centro y norte de Sudamérica.

## Taxonomía
Descripción original
Esta subfamilia fue descrita originalmente en el año 1914 por el ictiólogo estadounidense —nacido en Alemania— Carl Henry Eigenmann.
Su género tipo es Tridens, el cual fue descrito (junto a su especie monotípica T. melanops) originalmente en el año 1889, por la ictióloga estadounidenses Rosa Smith Eigenmann y Carl Henry Eigenmann.
Etimología
Etimológicamente, el término Tridentinae deriva del género  Tridens, nombre que se construye con la palabra del idioma griego tria, tri, que significa ‘tres’ y la palabra en latín dens que se traduce como ‘dientes’.

## Caracterización y relaciones filogenéticas
Tridentinae se caracteriza por presentar una amplia fontanela craneal; presencia de un proceso ventral corto en el hueso opercular y por el origen de la aleta dorsal situado en el vertical del origen de la aleta anal. La monofilia de Tridentinae fue confirmada mediante un inferencia bayesiana y máxima verosimilitud partiendo de un conjunto de datos moleculares que comprende los genes mitocondriales 12S y 16S y los genes nucleares H3, MYH6 y RAG2 (2983 pb).
Son peces de pequeño tamaño, alcanzando generalmente menos de 30 mm de longitud estándar.

## Subdivisión
Esta subfamilia está integrada por 5 géneros:
- Miuroglanis Eigenmann & Eigenmann, 1889
- Potamoglanis Henschel, Mattos, Katz, & da Costa, 2017
- Tridens Eigenmann & Eigenmann, 1889
- Tridensimilis Leonard Peter Schultz, 1944
- Tridentopsis  Myers, 1925

## Distribución geográfica y hábitat
Las especies de los géneros que componen esta subfamilia se distribuyen  desde Venezuela por el norte hasta la parte septentrional de la Argentina por el sur, con presencia en las cuencas del Amazonas, Orinoco y del Plata. Viven entre las raíces de las plantas acuáticas o la vegetación ribereña, en ríos y arroyos de aguas subtropicales y tropicales. Algunos permanecen escondidos en la arena del lecho de arroyos o ríos poco profundos, hasta que logran penetrar en las cámaras branquiales de grandes siluriformes a los que parasitan.